# El Camino Real (Califórnia)
El Camino Real (que significa o caminho real em castelhano) é a rota histórica das missões espanholas na Califórnia construídas entre 1683 e 1834 de Sonoma (a norte de San Francisco) até San Diego (já muito perto da fronteira mexicana).
A rota histórica liga a ponta da Baixa Califórnia Sul em San Bruno, a primeira missão estabelecida na Califórnia espanhola, até Sonoma, na Califórnia do Norte. Segundo uma lenda, os monges missionários semeavam grãos de mostarda ao longo da rota de El Camino para a marcar com as flores amarelas da planta.
Entre San Diego e San José, a autoestrada U.S. Route 101 segue mais ou menos o traçado da rota histórica, e hoje até usa o nome de El Camino Real em muitos trechos. Várias outras rotas contemporâneas seguem mais ou menos o traçado histórico e usam também o nome El Camino Real, nomeadamente a  rota estatal 82 que atravessa San Francisco, Milbrae, Burlingame, San Mateo, San Carlos, Redwood City, Menlo Park, Palo Alto, Mountain View, Sunnyvale e Santa Clara. Os californianos do norte tratam familiarmente esta rota por El Camino.
Em San Francisco, El Camino Real segue aproximadamente o traçado da Mission Street, que atravessa o quarteirão designado Mission, assim chamado em referência à missão São Francisco de Assis, mais conhecida como "Mission Dolores".

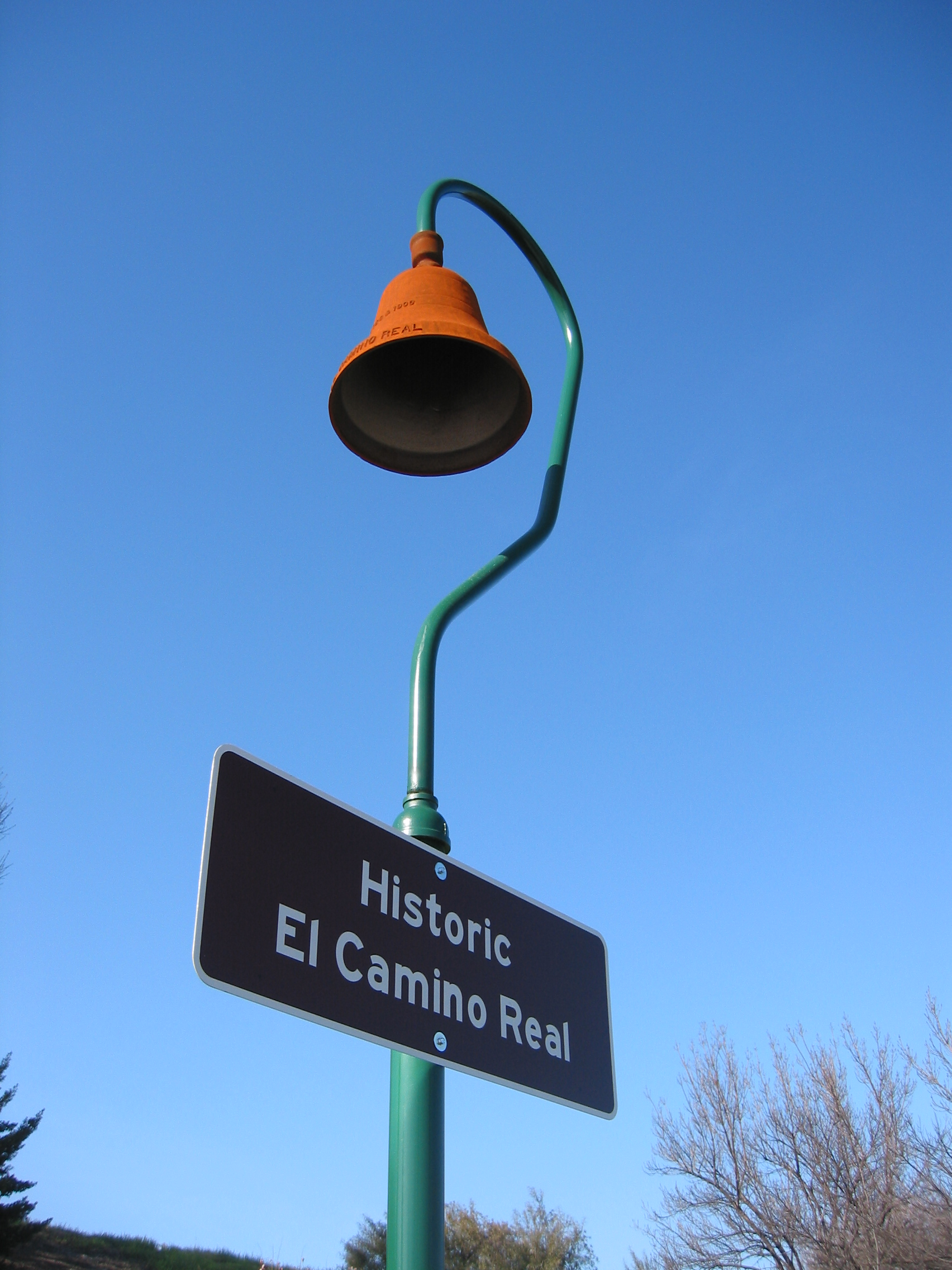
Sinal que indica o El Camino Real.

Na Califórnia, o traçado histórico do El Camino Real está marcado desde 1906 por sinos suspensos em postes colocados a intervalos mais ou menos regulares. Esta iniciativa tem sido mantida por várias associações, e pelo estado da Califórnia desde a década de 1950.